# Gandhinagar (Distrikt)
Der Distrikt Gandhinagar (Gujarati: ગાંધીનગર જિલ્લો) ist einer von 26 Distrikten des Staates Gujarat in Indien. Die gleichnamige Stadt Gandhinagar ist die Hauptstadt des Distrikts. Die letzte Volkszählung im Jahr 2011 ergab eine Gesamtbevölkerungszahl von 1.391.753 Menschen.

## Geschichte
Von vorchristlicher Zeit bis ins Jahr 1298 wurde das Gebiet – wie die ganze Region – von diversen buddhistischen und hinduistischen Herrschern regiert. Die erste Zivilisation war die Indus-Kultur. Der erste namentlich bekannte Staat war das Maurya-Reich, die letzte nichtmuslimische Dynastie waren die Solanki. 
Nach jahrhundertelangen militärischen Auseinandersetzungen mit muslimischen Eroberern und Regenten im Norden Indiens erfolgte 1298 die Besetzung durch muslimische Soldaten. Danach herrschten bis ins Jahr 1753 verschiedene muslimische Dynastien (Sultanat von Delhi, Sultanat Gujarat und die Großmoguln). Im Jahr 1753 wurde das Gebiet Teil des hinduistischen Marathenreichs. Zwischen 1802 und 1818 gerieten alle Regionen des heutigen Distrikts unter britische Herrschaft. Der Distrikt wurde Teil der Northern Division der britischen Verwaltungsregion Bombay Presidency. Mit der Unabhängigkeit Indiens 1947 und der Neuordnung des Landes wurde es 1950 Teil des neuen Bundesstaats Bombay. Im Jahre 1960 wurde dieser indische Bundesstaat geteilt und das Gebiet kam zum neu geschaffenen Bundesstaat Gujarat. Einige Gebiete des Distrikts Ahmedabad wurden 1964 abgetrennt und bildeten einen Teil des neuen Distrikts Gandhinagar. Aus dem Distrikt Mehsana wurden weitere Gebiete ausgegliedert und vervollständigten so den Umfang des neuen Distrikts Gandhinagar.

## Bevölkerung

### Bevölkerungsentwicklung
Wie überall in Indien wächst die Einwohnerzahl im Distrikt Gandhinagar seit Jahrzehnten stark an. Die Zunahme verlangsamte sich allerdings in den Jahren 2001–2011 auf rund 4 Prozent (4,29 %). In diesen zehn Jahren nahm die Bevölkerung nur noch um rund 57.000 Menschen zu. Die genauen Zahlen verdeutlicht folgende Tabelle:

### Bedeutende Orte

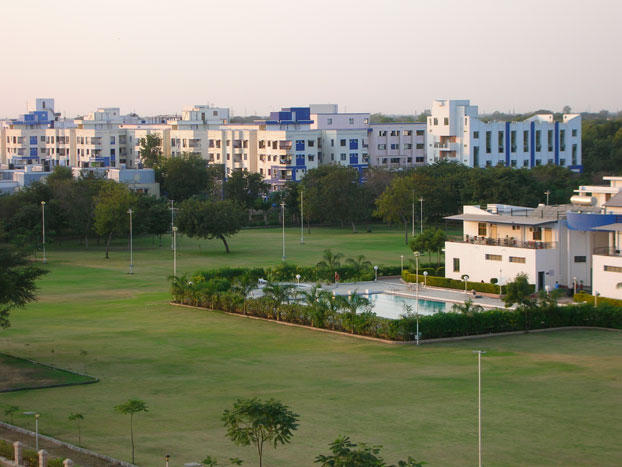
Teilansicht der Stadt Gandhinagar

Einwohnerstärkste Ortschaft des Distrikts ist der Hauptort Gandhinagar mit über 200.000 Bewohnern. Weitere bedeutende Städte mit einer Einwohnerschaft von mehr als 20.000 Menschen sind Kalol, Dehgam, Mansa und Pethapur. Die städtische Bevölkerung macht 43,16 Prozent der gesamten Bevölkerung aus.